# ابیبیئن
ابیبیئن (به لاتین: Ebibeyin) یک منطقهٔ مسکونی در گینه استوایی است که در Kié-Ntem Province واقع شده‌است. ابیبیئن ۳۶٬۵۶۵ نفر جمعیت دارد و ۳۹۰ متر بالاتر از سطح دریا واقع شده‌است.